# ФК Луситанос
ФК Луситанос је андорски фудбалски клуб из главног града Андоре ла Веље. Основан је 1999. године. Игра у првој лиги Андоре.

## Историја
ФК Луситанос је први пут играо у првој лиги Андоре у сезони 2000/01. У сезони 2001/02 освојили су Куп Андоре, победивши екипу Интер Клуб Дескалдез 2:0. Први меч у европским такмичењима су одиграли у 1. колу квалификација за против Работничког али су поразима од 5:0 и 6:0 већ на стару завршили такмичење. Следеће сезоне поново су елиминисани у првом колу, али овог пута од Вараждина укупним резулатаом 6.1.
Највећи успех у историји клуба екипа је остварила освајањем првог места у Првој лиги Андоре у сезони 2011/12. Дебитовали су у Лиги шампиона у 1. колу квалификација против ФК Валете са Малте. У првом мечу у Андори су поражени са 1:0, док су на Малти изгубили са 8:0.
Екипа је састављена само од играча португалске националности.

## Титуле
Прва лига Андоре:
- 2011/12, 2012/12

Куп Андоре:
- 2001/02.

Суперуп Андоре:
- 2012.

## Пласман у Првој лиги
| Сезона   |                  | Поз. | УТ. | Д  | Н | ИЗ | ГД | ГП | Бод. |
| -------- | ---------------- | ---- | --- | -- | - | -- | -- | -- | ---- |
| 2000/01. | Прва лига Андоре | 5    | 20  | 7  | 5 | 8  | 35 | 42 | 26   |
| 2001/02. | Прва лига Андоре | 5    | 20  | 6  | 4 | 10 | 32 | 39 | 22   |
| 2002/03. | Прва лига Андоре | 5    | 22  | 12 | 1 | 9  | 63 | 40 | 37   |
| 2003/04. | Прва лига Андоре | 6    | 20  | 5  | 6 | 9  | 24 | 29 | 21   |
| 2004/05. | Прва лига Андоре | 6    | 20  | 5  | 2 | 13 | 24 | 48 | 17   |
| 2005/06. | Прва лига Андоре | 4    | 20  | 9  | 1 | 10 | 30 | 41 | 28   |
| 2006/07. | Прва лига Андоре | 4    | 20  | 6  | 3 | 11 | 22 | 41 | 21   |
| 2007/08. | Прва лига Андоре | 4    | 20  | 10 | 1 | 9  | 44 | 29 | 31   |
| 2008/09. | Прва лига Андоре | 4    | 20  | 10 | 0 | 10 | 39 | 30 | 30   |
| 2009/10. | Прва лига Андоре | 4    | 20  | 7  | 3 | 10 | 34 | 32 | 24   |
| 2010/11. | Прва лига Андоре | 3    | 20  | 11 | 5 | 4  | 43 | 20 | 38   |
| 2011/12. | Прва лига Андоре | 1    | 20  | 11 | 7 | 2  | 48 | 18 | 40   |

## ФК Луситанос у европским такмичењима
| Сезона   | Такмичење     | Ниво        | Држава             | Екипа       | Дом. | Гост | Резултат | УЕФА коеф. |
| -------- | ------------- | ----------- | ------------------ | ----------- | ---- | ---- | -------- | ---------- |
| 2010/11. | Лига Европе   | 1. коло кв. | Северна Македонија | Работнички  | 0:6  | 0:5  | 0:11     | 0,0        |
| 2011/12. | Лига Европе   | 2. коло кв  | Хрватска           | Вараждин    | 0:1  | 1:5  | 1:6      | 0,0        |
| 2012/13. | Лига шампиона | 1. коло кв  | Малта              | Валета      | 0:1  | 0:8  | 0:9      | 0,0        |
| 2013/14. | Лига шампиона | 1. коло кв  | Фарска Острва      | ЕБ Стрејмур | 2:2  | 1:5  | 3:7      | 0,5        |

Укупан УЕФА коефицијент клуба је 0,5.